# Nowik (województwo dolnośląskie)
Nowik – osada w Polsce położona w województwie dolnośląskim, w powiecie trzebnickim, w gminie Żmigród.
W latach 1975–1998 miejscowość administracyjnie należała do województwa wrocławskiego.